# Lorenzo Vezzoli
Lorenzo Vezzoli (31 ottobre 1991) è un giocatore di football americano italiano che gioca come wide receiver per gli Utrecht Dominators.

## Palmarès

### Club
- Italian Bowl: 5

Seamen Milano 2014, 2015, 2017, 2018, 2019